# Лобач-Жученко, Борис Борисович
Борис Борисович Лобач-Жученко (17 ноября 1899, Санкт-Петербург — 21 сентября 1995, Москва, Россия) — российский и советский яхтсмен, организатор спорта, автор книг по теории и практике парусного спорта, историк, участник Гражданской и Великой Отечественной войн, советский офицер морской авиации, литературовед, исследователь биографии Марко Вовчок. Судья всесоюзной категории по парусному и буерному спорту (1948).

## Биография
С 1912 по 1917 год Б. Б. Лобач-Жученко был гардемарином Морского кадетского корпуса. Одним из его соучеников был Сергей Колбасьев, в книгах которого Лобач-Жученко выведен под фамилией Лобачевского.
Впервые в парусных соревнованиях участвовал в 1914 году, будучи старшиной учебного отряда Морского кадетского корпуса. На первом неофициальном чемпионате СССР 1924 года по парусному спорту занял первое место.
В конце 30-х годов ХХ-го века был одним из организаторов парусного спорта в Москве и основателем яхт-клуба «Водник». В 1936 году был избран первым председателем вновь образованной Всесоюзной парусной секции.
С 1941 по 1946 год преподавал штурманское дело курсантам морских училищ.
В послевоенное время был организатором и преподавателем первой в СССР школы тренеров по парусному спорту в ГЦОЛИФК. Написал ряд книг по истории, технике и судейству в парусном спорте.
Входил в состав общественной редакционной коллегии сборника «Катера и яхты».
Последние десятилетия своей долгой жизни посвятил систематизации обширного архива Марко Вовчок и её переписки с ведущими деятелями искусства Европы. Его отец — Борис Михайлович Лобач-Жученко (1875—1938) был внуком и приёмным сыном писательницы Марко Вовчок (1833—1907). Архив затем передан семьей в музей Тараса Шевченко.
Скончался 21 сентября 1995 года. Похоронен на Ваганьковском кладбище.

## Память
В 1996 году Всероссийская федерация парусного спорта учредила ежегодный приз памяти Лобач-Жученко «За большой вклад в развитие парусного спорта».

## Государственные награды
- Орден Красной Звезды, 1945[13]
- Орден Отечественной войны II степени, 1985[14]

## Семья
- Дочь — Таисия Борисовна Горяева (1920—2017)
- Дочь — Светлана Борисовна Лобач-Жученко (1928–2024), доктор геолого-минералогических наук, профессор, специалист в области геологии и петрологии докембрия